# نظریه زبان
نظریه زبان موضوعی در فلسفه زبان و زبان‌شناسی نظری است. هدف آن پاسخگویی به سوالاتی مانند «زبان چیست؟» ; «چرا زبان‌ها دارای ویژگی‌هایی هستند که دارند؟» ; یا «منشا زبان چیست؟» می‌باشد.
اگرچه بسیاری از تحقیقات در زبان‌شناسی توصیفی یا تجویزی هستند، یک فرض اساسی وجود دارد که انتخاب‌های اصطلاح‌شناختی و روش‌شناختی منعکس‌کننده نظر محقق دربارهٔ زبان است. زبان شناسان به مکتب‌های مختلف فکری تقسیم می‌شوند که بحث سرشت و پرورش اصلی‌ترین شکاف آن است. برخی از کنفرانس‌ها و مجلات زبان‌شناسی بر یک نظریه خاص از زبان متمرکز هستند، در حالی که برخی دیگر دیدگاه‌های مختلفی را منتشر می‌کنند.
مانند سایر علوم انسانی و اجتماعی، نظریه‌های زبان‌شناسی را می‌توان به رویکردهای انسانی و زیست‌شناسی اجتماعی تقسیم کرد. اصطلاحات مشابه، برای مثال «عقل‌گرایی»، «کارکردگرایی»، «فرمالیسم» و «ساخت گرایی» با معانی متفاوتی در زمینه‌های مختلف به کار می‌روند.